# António Vera (poeta)
António Vera, nome artístico de José António Vera de Azevedo (Freguesia das Mercês, 22 de junho de 1923 - Lisboa, 2012), foi um poeta e representante do Governo Português para os Assuntos da Emigração que viajou muito.
Após um hiato de meio século, aos 75 anos, começa a publicar livros de poesia. Para a Arte, nunca é tarde: “ars longa, vita brevis”. António Vera foi poeta por excelência.
“as minhas mãos, o ninho do teu corpo,
onde te escondes friorenta e nua,
têm carícias de penugem de ave, 
quando o desejo entre elas se insinua 
e o meu beijo as persegue, lento e grave.”

## Biografia
José António Vera de Azevedo nasceu em Lisboa (Freguesia das Mercês) a 22 de junho de 1923, filho de Albina Vera de Azevedo, de ascendência espanhola de Valladolid, e de António Nunes de Azevedo, natural de Venda da Serra, Concelho de Ferreira do Zêzere.
1930 – começou a frequentar a escola;
1934 – nasceu a irmã Maria Alice;
1936 – enamorou-se de Maria Eduarda Fernandes Martins, a quem escrevia diariamente poemas.
1939 – começou a trabalhar como administrativo na Companhia de Seguros Fidelidade, situada no Largo do Corpo Santo, em Lisboa, enquanto completava o Curso Complementar de Comércio no Instituto Comercial de Lisboa, situado no Largo de Camões.
1940 – terminou o Curso Comercial da Escola Ferreira Borges.
1943 – Concorreu e entrou para a Direção Geral da Contabilidade Pública no Ministério da Educação Nacional.
1944 - 19 de outubro - casou com Maria Eduarda na Igreja de Alcântara.
1944 – 1957 - tinha na sua casa uma tertúlia poética com os poetas Daniel Filipe, Raul de Carvalho e José Terra.
1945 – Concluiu o Curso Complementar de Comércio.
1947 – Conheceu o poeta Raul de Carvalho e o professor de Latim, Xavier Roberto, figura singular que havia estudado em Roma e lhe deixou uma influência marcante.
1948 – Entrou na Faculdade de Letras e, como não era permitido aos funcionários da Contabilidade Pública frequentarem o ensino noturno a não ser nos cursos de Direito ou de Finanças, teve de interromper o curso de Letras, que continuou posteriormente.
1951/1952 – Foi convocado à polícia política, PIDE-DGS, para prestar declarações por o seu nome ter sido escrito por inteiro na revista Árvore no outono de 1951, o que levou à sua identificação. Deixou de publicar nas revistas, continuou a “escrever para a gaveta”, especialmente poemas.
1957 – Concorreu e entrou nos serviços de Emigração.
1958 – trabalhou durante dez anos para o Estado Português, o seu posto publicado na Portaria de 8 de julho, anotada pelo Tribunal de Contas a 10, seguido do respetivo Decreto de 17 de julho, publicado pelo Diário do Governo.
1959 - 5 de junho – Nasceu a sua única filha, Maria José Martins de Azevedo.
1964 – Morreu o seu pai.
1965 – Entrou no quadro definitivo dos Serviços de Emigração - até 1970 – Na qualidade de Técnico Superior no Serviço de Emigração – representava o Estado Português e defendia os direitos dos emigrantes. Mais tarde, a partir de meados da década de oitenta, veio a aposentar-se da ex-Secretaria de Estado da Emigração e das Comunidades Portuguesas.
1973 – Concluiu o Curso do Instituto de Estudos Sociais, tendo-lhe sido conferido o diploma de Política Social pelo Instituto Superior de Ciências do Trabalho e da Empresa (ISCTE).

### Viagens
1958 – 1975, ao serviço da Emigração, viajou por Portugal e suas Regiões Autónomas e fez viagens marítimas contínuas, aéreas e intercontinentais pelo estrangeiro: Espanha, França, Suíça, Itália, Grécia, Inglaterra e Alemanha. Frequentava os navios de linha com trajeto regular, da Europa para todas as Américas, nomeadamente os países da América do Sul: Cuba, Haiti, Jamaica, Aruba, os Andes, Guadalupe, Martinica, Porto Rico, Trindade, Panamá, Colômbia, Venezuela, Brasil, Uruguai, Argentina e Curaçau). Visitou o Canadá, os Estados Unidos (Boston, Nova Iorque, Miami). Visitou o Irão, Dakar, São Tomé e Príncipe, Cabo Verde e Senegal.
Quando a emigração se tornou intraeuropeia, foi colocado nas fronteiras de Portugal com a Espanha, e de Espanha com a França.
Falava fluentemente o Francês, o Inglês, o Castelhano e o Italiano.
1975 – Em novembro de 1975, numa das suas viagens de serviço no navio Eugénio C. ao fazer escala em Génova, e em consequência de uma atribulada mudança de camarote, António Vera teve a infelicidade de perder a pasta que continha as suas poesias, as quais tencionava publicar.
1976 – Na qualidade de Técnico Superior Principal é enviado para o Irão. Observando as condições em que se encontravam os emigrantes contratados pelas companhias estrangeiras de transportes de camionagem entre Teerão e Korramashar, no Golfo Pérsico, constatou o sofrimento destes, as doenças: anorexia, insónia, depressão, as condições desumanas em que trabalhavam, os impedimentos sociais e religiosos que os impossibilitavam de entrar em certos lugares ou de estar na companhia das suas mulheres. Redigiu um auto de reclamação, assinado pelos emigrantes. Na sua qualidade de representante do Estado português, pediu ao Ministério solução. Melo Antunes mandou a Teerão um avião militar e os emigrantes foram repatriados.
1977 – No final da sua atividade, enquanto Inspetor da Emigração, angariou um razoável número de crianças e idosos, incentivando-os a visitar a sua terra natal, ao mesmo tempo que recebia entidades da Emigração de outros países.
1978 – Manteve a mesma atividade até 1987, ano em que Manuela Aguiar entrou para a Secretaria de Estado da Emigração. Representou o Instituto de Apoio à Emigração no âmbito das atividades desenvolvidas de aproximação cultural do emigrante, quer no Instituto Universitário de Évora quer no Instituto Universitário de Trás-os-Montes e Alto Douro, nos quais conferencia e para os quais convida a participar vários conferencistas de origem portuguesa residentes no estrangeiro.
1988 – Aposentou-se aos sessenta e quatro anos.
2009 – Morre Maria Eduarda, companheira e apoiante de toda a vida, com 85 anos, após uma relação de 73 anos.
2012 – Devido a um grave problema respiratório, vem a falecer no Hospital Garcia de Horta, em Lisboa.

## Atividade literária de António Vera

### a) Período da juventude
1947 – 1952 Revista Seara Nova 13 de setembro de 1947 - poesia e prosa curta n.º 1057 de 1 de novembro de 1947: “Três sonhos do ex-menino” 24 de fevereiro de 1949.
António Vera (1947) é o nome literário sugerido por José Osório de Oliveira ao escolher a parte central do seu nome, com a qual assina a sua obra literária.
1947 e 1952, Revista Távola Redonda (5.º e 7.º fascículos - poesia), fundada por António Manuel Couto Viana e por David Mourão-Ferreira;
Atlântico-Revista Luso Brasileira no n.º 5, bem como na revista de outono de 1951.
Árvore - folhas de poesia.
O seu nome é mencionado no 1.º fascículo do outono de 1951 da revista Árvore, nas edições Távola Redonda, por Daniel Filipe (O viageiro solitário – 1951, p. 2) e António Manuel Couto Viana (O coração e a espada – 1953, p. 4.)

### b) Período da maturidade
1972 – 1974 como voz institucional funda o Correio do Secretariado Nacional de Emigração, dedicado às comunidades portuguesas, com o apoio do Conselho Superior de Ministros e do Secretariado Nacional de Emigração, órgão surgido em 1972.
Havia sido o único responsável e redator do Boletim do Secretariado da Emigração do Ministério do Trabalho, distribuído em França, Espanha e Alemanha, com informação útil sobre os direitos locais dos trabalhadores, distribuído nos Consulados e nas associações de emigrantes.
1974 – Cria uma revista dirigida aos jovens filhos dos emigrantes: o Boletim da Amizade.
No dia 26 de abril de 1974 torna-se sócio da Sociedade Portuguesa de Autores com o n.º 4824.

### c) Período frutuoso da senectude
1998 – Pública o seu primeiro volume de poesia cursivo menor.
À insistência da sua filha Maria José, (39 anos na altura) e incentivado por Maria Lúcia Lepecki publica o seu primeiro volume de poesia: cursivo menor (101 poemas numerados).

#### Tertúlia Rio de Prata
Convida o poeta António Manuel Couto Viana para assistir ao lançamento do seu livro de poesia cursivo menor (101 poemas numerados) que, por sua vez o convida para a Tertúlia Rio de Prata. Num meio fértil de criatividade recomeça a sua atividade como autor de artigos em prosa em diversas publicações literárias e entra em várias antologias poéticas

## Obras do autor

### Livros de poesia
cursivo menor;
Palavras com rosto;
As pestanas de Afrodite;
Escrito na margem;
Sons que falam;
De amor e desengano;
Dedicado aos chiquinhos;
Estrofes elementares,;
Amor sempre e a seguir;
Folha a folha    os dias;
O frio das metáforas;
Apostila;
Obra Completa.

### 2. Colaboração em Livros
Homenagem a Almeida Garrett;
Florilégio de Natal, pelos escritores da Tertúlia Rio de Prata;
Millenium – 77 Vozes de poetas portugueses;
Homenagem a José Régio
Timor, do poder das armas à força do amor;
Interlúdios poéticos;
Louvor a Cascais – Antologia coordenada por Nídia Horta;
Homenagem a Teixeira de Pascoaes, pelos escritores da Tertúlia Rio de Prata e convidados;
Neruda, cem anos depois – Reflexos na poesia portuguesa;
Poetânea 4, antologia poética;
Crónicas do passado e do presente;

### 3. Colaboração em periódicos
Revista Seara Nova, n.ºs de 13 de setembro de 1947; de 1 de novembro de 1947 e de 24 de fevereiro de 1949;
Távola redonda, fasc. 5.º e 7.º;
Atlântico – Revista Luso-Brasileira, na qual participou com mais do que um texto no número 5, bem como no número publicado no outono de 1951;
Árvore – folhas de poesia, edição fac-similada com 2 poemas (no 1.º fascículo no outono de 1951; o seu nome é referido por completo também como amigo da Árvore no segundo fascículo, no número de inverno de 1951-1952);
Artes & Artes – Jornal de Estudos, Letras e Artes, Lisboa, n.º 36, fev.-mar. de 2002, pp.  10–11;
Revista literária Sol XXI, 2001 e 2003;
Jornal dos Poetas & Trovadores – trimensário informativo, literário, artístico & burlesco, Guimarães, 2000, 2001, 2002, 2003, 2004, 2005, 2006, 2007, 2008, 2009, 2010, 2011;
Jornal Das Artes das Letras, de O Primeiro de Janeiro, Porto;
Revista Vértice, Lisboa;
Saudade, Revista de poesia, apoiada pela Delegação Regional de Cultura do Norte, pelo Ministério da Cultura e pela Câmara Municipal de Amarante;
Jornal As Artes entre as Letras, periódico literário do Porto;
Jornal Lavra... folhas de poesia, Vila Nova de Gaia, 2002-2003;
Revista Palavra em Mutação, Porto, novembro de 2002 / abril de 2003;
Triplov – jornal literário online.

## Estudos sobre o autor
ABREU, Paulo Jorge Brito e (1999): «cursivo menor de António Vera», in Artes & Artes – jornal de Estudos Artes e Letras, n.º 24, dezembro, p. 13.
ABREU, Paulo Jorge Brito e (2018): «Loas e lais ao poeta António Vera», in As Artes Entre as Letras n.º  219 de 30 de maio, p. 8.
ABREU, Paulo Jorge Brito e, «A vida e a via em António Vera», in Revista on-line Triplov.
«António Vera (1923-2012)», 2013 [notícia necrológica] in jornal Poetas & Trovadores n.º  60, 3.ª série, janeiro / março, p. 2.
Amor sempre e a seguir], (2009) [recensão crítica] in As Artes Entre as Letras, n.º 7, 26 de agosto, p. 23.
Amor sempre e a seguir, (2010) [recensão crítica] in Poetas & Trovadores n.º 51 janeiro / março, p. 10.
Amor sempre e a seguir, (2011) [recensão crítica], in Poetas & Trovadores, Guimarães, abril-junho.
AZEVEDO, Maria José Martins de (1999): «Um caudal de emoções», in Cadernos Literários n.º  4 junho, pp. 3–6. Cf. também: «Um caudal de emoções: uma revisitação. A publicação da obra poética de António Vera no Brasil: um sonho do autor tornado realidade», in Rua Direita, jornal on-line, 23 de fevereiro de 2020,
AZEVEDO, Maria José Martins de (2013): «Memória», in As Artes Entre as Letras n.º 92 de 13 de fevereiro, p. 21.
BARBAS, Helena (2000): «Colheitas 2000: poemas ‘fin de siècle’», in jornal Expresso de 30 de dezembro, p. 25.
BERNARDES, Julião (Coord., 2014): BISPO, António João; MENDONÇA, Gisela; MIRANDA, Maria Natália; ABREU, Paulo Jorge Brito e; MARTINS, Rosélia: «Homenagem a António Vera», in Poetânea – Aquilégia 3, posfácio de Paulo Jorge Brito e Abreu, [Lisboa], Edição da Tertúlia Rio de Prata, pp. 3–17.
CARVALHO, Joaquim Montezuma de (2003): «Em jeito de homenagem a Eugénio de Andrade», in Das Artes das Letras de O Primeiro de Janeiro, de 31 de março, pp. 4–5. [Neste ensaio, o autor faz uma larga referência à poesia de António Vera].
CARVALHO, Joaquim Montezuma de (2006): «Algo sobre o poeta António Vera», in jornal Das Artes das Letras de O Primeiro de Janeiro, Porto, 17 de abril de 2006, pp. 4–5.
CRISTEA, Simion Doru (2018), «António Vera ou cursivo menor», in cursivo menor, VERA, António, ed. Kotter, Brasil, 2.ª edição portuguesa /1.ª edição brasileira corrigida por Maria José Martins de Azevedo e aumentada: junho de 2020, pp. 199–203, publicado in As Artes Entre as Letras n.º 219, de 30 de maio, p. 8.
DUARTE, Ulisses (2001): «Memórias de uma democracia a fingir – Vergonha», in Artes & Artes – Jornal de Estudos, Letras e Artes n.º 32 março / abril. [Referência à geração poética de António Vera].
DUARTE, Ulisses (2002): «[Sobre As pestanas de Afrodite]», in Lavra... Boletim bimensal da Associação de Ideias, n.º 5, maio / junho de 2002.Rep. In Artes & Artes – Jornal de Estudos, Artes e Letras, n.º 37, abril, p. 19.
Escrito na margem, (2003) [recensão crítica] in Tempo livre, revista do Inatel, n.º 144, p. 44.
Estrofes elementares, (2007) [recensão crítica] in Das Artes das Letras de 31 de dezembro , p. 17.
FERNANDES, Orlando (2011): «Novo livro de António Vera» [recensão crítica a Folha a folha    os dias], in jornal Poetas & Trovadores n.º 55 Guimarães, abril-junho, p. 11.
GUEDES, Tereza Moura (2002): «António Vera e As pestanas de Afrodite», in jornal Das Artes das Letras de O Primeiro de Janeiro, Porto, 29 de julho, p. 10.
GUEDES, Tereza Moura (2004): «Sons que falam», in jornal Das Artes das Letras de O Primeiro de Janeiro, Porto, 28 de junho de 2004, pp. 23–24.
GUEDES, Tereza Moura (2008): «António Vera – Estrofes elementares», [recensão crítica], in revista Colóquio / Letras digital, Lisboa, texto republicado com o título «Sobre as estrofes elementares de António Verea» in As Artes entre as Letras, n.º 340, de 14 de junho de 2023, secção «António Vera Centenário» p. 21.
LAMPREIA, Manuel Ramos (2003): «As três faces do amor em As pestanas de Afrodite», in Vértice, revista bimestral, n.º 109, janeiro-fevereiro, pp. 100–104.
LAMPREIA, Manuel Ramos (2004): «Toada dialética para cantar o amor». [Ensaio, ainda inédito, acerca do livro de António Vera, Sons que falam. O seu autor foi psicopedagogo da linguagem escrita, professor do Ensino Especial e educador].
MARTINHO, Fernando J. B. (2013): Tendências dominantes da poesia portuguesa da década de 50, Lisboa, Edições Colibri, 2.ª edição revista, [1996 (1.ª ed.). Referência à poesia de António Vera nas pp. 189 e 289].
[Notícia acerca do lançamento do livro cursivo menor, o primeiro livro de António Vera] (1998) in Jornal de Letras, Artes & Ideias, n.º 736, de 16 de dezembro, p. 27.
[Notícia acerca do lançamento do livro Palavras com rosto] (2001), in Jornal de Letras, Artes & Ideias de 10 de janeiro, p. 10.
Palavras com rosto, [recensão crítica] (2001), in jornal Poetas & Trovadores n.º  17, 3.ª série, janeiro / março, p. 7.
«Poemas inéditos de António Vera», [recensão crítica ao livro Apostila] (2015) in As Artes Entre as Letras n.º  146 de 13 de maio, p. 27.
RITA, Annabela (2003): «António Vera: Palavras com rosto», in No fundo dos espelhos – Incursões na cena literária, Porto, Edições Caixotim. «Da palavra ao rosto. Leitura no presente do indicativo», reprodução do mesmo ensaio in Artes & Artes – Jornal de Estudos, Artes e Letras n.º 31, janeiro / fevereiro de 2001, pp. 18–19.
RITA, Annabela (2004): «Perfil ao espelho: António Vera na margem do escrito» in Triplov, novembro de 2003 (atualmente inacessível), Republicado in Breves & longas no país das maravilhas, Lisboa, Roma Editora. Republicado in Das Artes das Letras de O Primeiro de Janeiro de 30 de junho de 2003, p. 21.
RITA, Annabela (2015): «Apostila, de António Vera, ou livro de apocalipse autoral», in As Artes Entre as Letras, n.º 148 de 11 de junho, p. 9.
ROCHA, Ilídio (Coord., 2000): «VERA, de Azevedo, José ANTÓNIO», in Dicionário Cronológico de Autores Portugueses, Volume V, organizado pelo Instituto Português do Livro e das Bibliotecas, Mem Martins, Publicações Europa-América.
«(O) rosto desvendado na poesia», [recensão crítica ao livro Palavras com rosto] in Das Artes das Letras, Caderno Literário, série II, de O Primeiro de Janeiro, Porto, n.º  67, de 24 de janeiro de 2001, p. 19.
TAVARES, José Fernando (2005): «Entre a “corda” e o “coração”: breves considerações sobre a poesia de António Vera», texto de apresentação ao livro De amor e desengano, in Das artes das Letras de O Primeiro de Janeiro, Porto, 5 de setembro, pp. 20–21.
TAVARES, José Fernando (2007): «Sob o signo da perda: transmutação e metamorfose em Estrofes elementaresde António Vera», ensaio prefacial, in VERA, António: Estrofes elementares, Lisboa, Edições Colibri, pp. 7–13.
TAVARES, José Fernando (2009): «Do Amor como expressão de santidade na poesia de António Vera», ensaio prefacial, in VERA, António: Amor sempre e a seguir, Lisboa, Edições Colibri, pp. 7–13.
TAVARES, José Fernando (2010): «Consciência histórica e consciência poética», ensaio prefacial, in VERA, António: Folha a folha    os dias, Lisboa, Edições Colibri, pp. 7–16.
TAVARES, José Fernando (2011): «A condição humana na poesia de António Vera», ensaio posfacial, in VERA, António: O frio das metáforas, Lisboa, Edições Colibri, pp. 87–100.
TAVARES, José Fernando (2015): «A Apostila de António Vera: uma metafísica do tempo», ensaio prefacial, in VERA, António: Apostila, Lisboa, Edições Colibri, pp. 7–18.
TAVARES, José Fernando (2019): «António Vera: 11 poemas», in InComunidade.com, ano 7, edição 76, janeiro [não assinado].
TEIXEIRA, Ramiro (2016): «Apostilha à Apostila de António Vera ou vice-versa», in As Artes Entre as Letrasn.º 166 de 16 de março, p. 10.

## Testemunhos filmados sobre o poeta António Vera
Paulo Jorge Brito e Abreu, poeta e crítico literário, Homenagem ao Poeta António Vera, filmagem, som e edição: Simion Doru Cristea no YouTube publicado como: Paulo Jorge Brito e Abreu, Lisboa, 8 de janeiro de 2020 (duração 01:44:55);
José Fernando Tavares, escritor, ensaísta e crítico literário, evoca o Poeta António Vera, Filmagem, som e edição: Simion Doru Cristea, Lisboa, 10 de janeiro de 2020, publicado no YouTube como: José Fernando Tavares (duração 00:19:32);
Julião Bernardes, António Vera e Julião Bernardes, Amigos das musas, Lisboa, 13 de janeiro de 2020, Filmagem, som e edição: Simion Doru Cristea, publicado no YouTube como: Julião Bernardes (duração: 00:41:15);
Arnaldo Salles Gomes, Lembranças sobre o Poeta António Vera, Filmagem, som e edição: Simion Doru Cristea, Lisboa, 8 de janeiro de 2020, publicado no YouTube como: Arnaldo Salles Gomes (duração: 00:20:18);
Maria Paula Azedo Gertrudes fala sobre o poeta António Vera no Bar Restaurante Sentidúnico de Belas, Filmagem, som e edição: Simion Doru Cristea, Belas, 6 de janeiro de 2020, publicado no YouTube como: Maria Paula Azedo Gertrudes fala sobre o poeta António Vera (duração: 00:09:45).
Maria José Vera, Lançamento virtual do livro cursivo menor no canal Kotter Tv, programa Lusofonia e Política, a 4 de dezembro de 2020, junto com o lançamento virtual de As transgressões do amor de Maria José Vera, publicado no YouTube como: Lusofonia e Política - Lançamento Virtual dos livros: Cursivo Menor e As Transgressões do Amor (duração 01:02:50).